# Церква Параскеви Великомучениці (Медвідка)
Церква Святої Параскеви — парафіяльна церква у селі Медвідка Стрижавської селищної громади Вінницької області України. Парафія належить до Вінницького районного благочиння Вінницько-Барської єпархії ПЦУ.
Старовинний дерев'яний храм XVII ст. є пам'яткою архітектури місцевого значення, що знаходяться у Вінницькому районі, рішенням виконкому облради нар. деп.від 14.02.91 № 43, охоронний номер № 44-М.

## Розташування
Церква знаходиться в затишному та тихому селі Медвідка, серед старовинних лип у самому центрі села, та є 1 номером на вулиці Золота. Поряд є атвобусна зупинка, нова пошта, продовольчий магазин, творчий клуб, садочок та школа. 
Поховання прихожан та жителів села після літургій відбувається неподалік, на Медвідському кладовищі. 

## Історичні факти
Церкву за пожертви самих селян звели у 1679 році, та назвали на пошану святої великомучениці Параскеви Іконійської.
Каплиця збудована у 1763р. Церква Св. Параскеви П'ятниці збудована у 1791р. — мала й тісна. Розширена у 1831, 1883рр. Окремо стояла дзвіниця.
Дерев'яна церква св. Параскеви 1765—1791рр. згадується у Слободяна.
Споруджено її 1791 року тридільною і одноверхою. У 1830-х до церкви прибудували класицистичну дзвіницю та бічні приділи-рукави. Такою вона й дійшла до третього тисячоліття від Р. Х.
1862—1905рр. при храмі працювала парафіяльна церковно-приходська школа.
Янковский Симеон священник с. Медвідки, 3-ій Благочинний округ, Вінницький повіт 1872р.
Навесні 2016-го церковне обійстя іще прикрашали шикарні двохсотлітні липи — ровесниці храму.
Додаток до Постанови №52: Ухвалено на засіданні Священного Синоду 02 лютого 2023 року отримано благословення Священного Синоду щодо вживання у літургійній практиці Новоюліанського календаря та перехід від УПЦ до ПЦУ.
Престольне свято: 10 листопада (28 жовтня).

###### Церковні постаті
- 1872 – священник Семен Янковський
- 1900 – священник Дементій Добротвірський
- 1900 - псаломщик Марк Диткевич[11]

## Архітектура
Тридільна і одноверхнева, з класицистичною дзвіницею та бічними приділами-рукавами. Вівтарне віконце є первісним. Лиштва устилі історизм - свідчення ремонту кінця XIX ст. Портал південного приділу - суміш класицизму та історизму. Народне різьблення в основі шпиля дзвіниці - український класицизм. З північно-східного ракурсу за стилем нагадує волинячку.

## Світлини

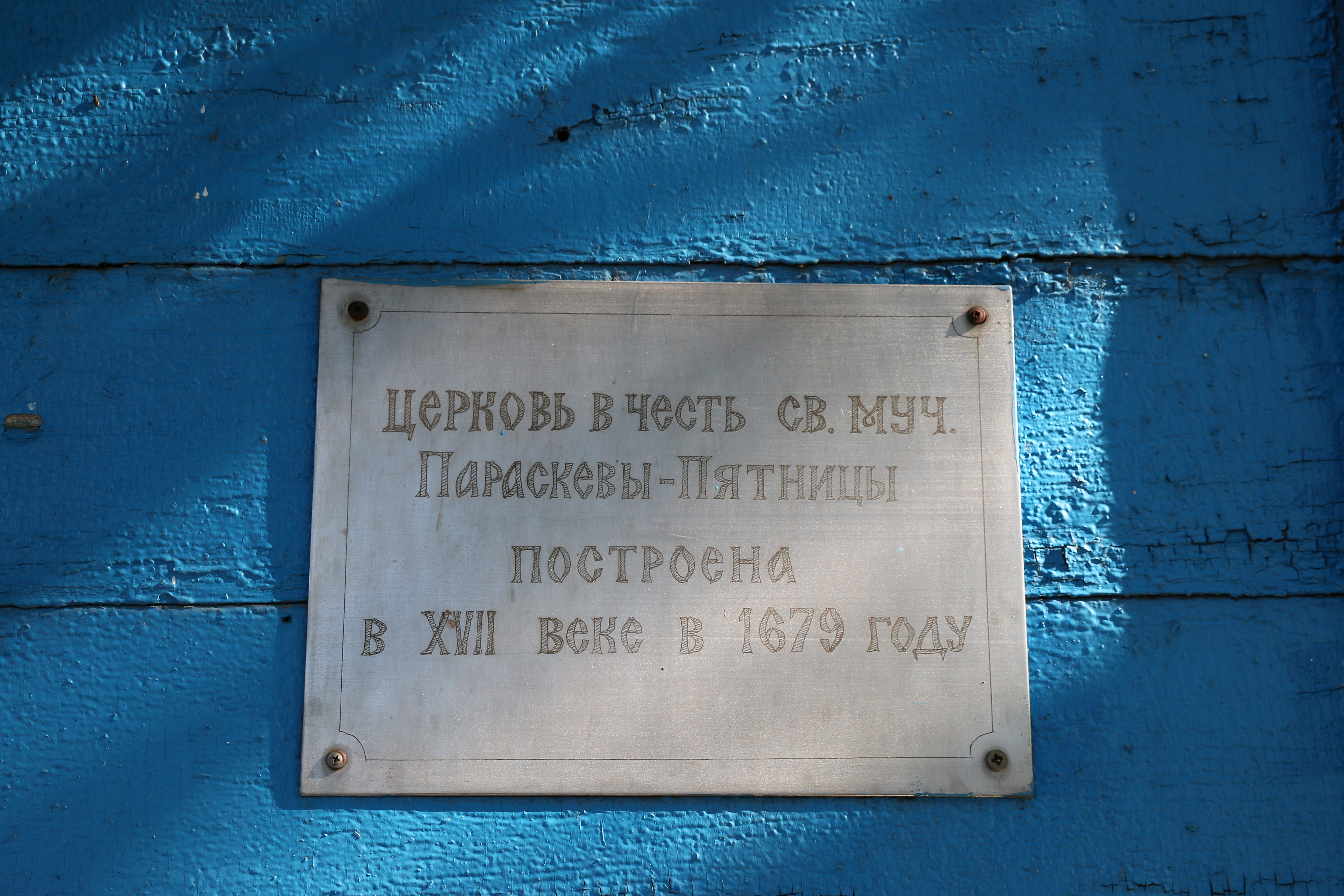
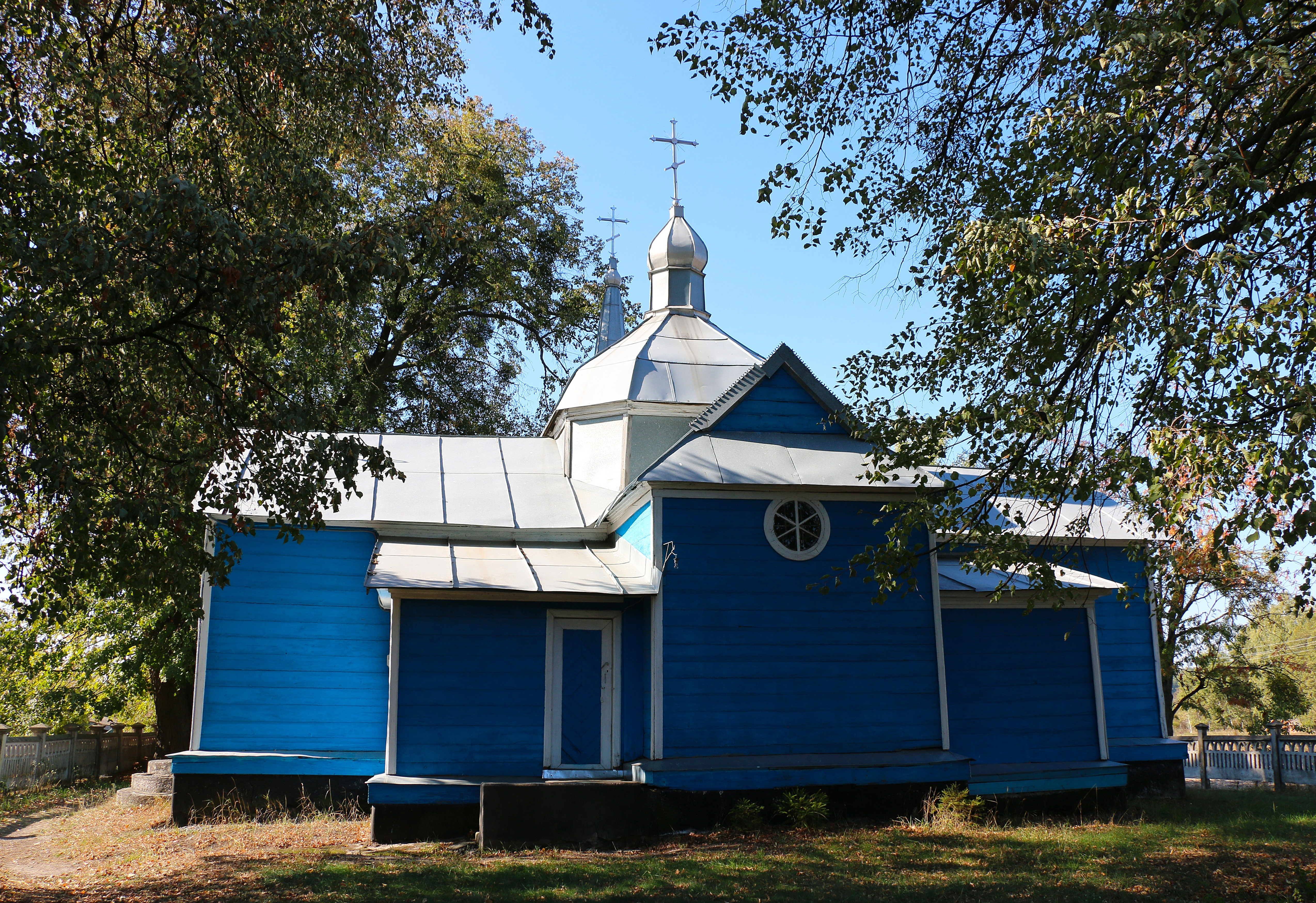
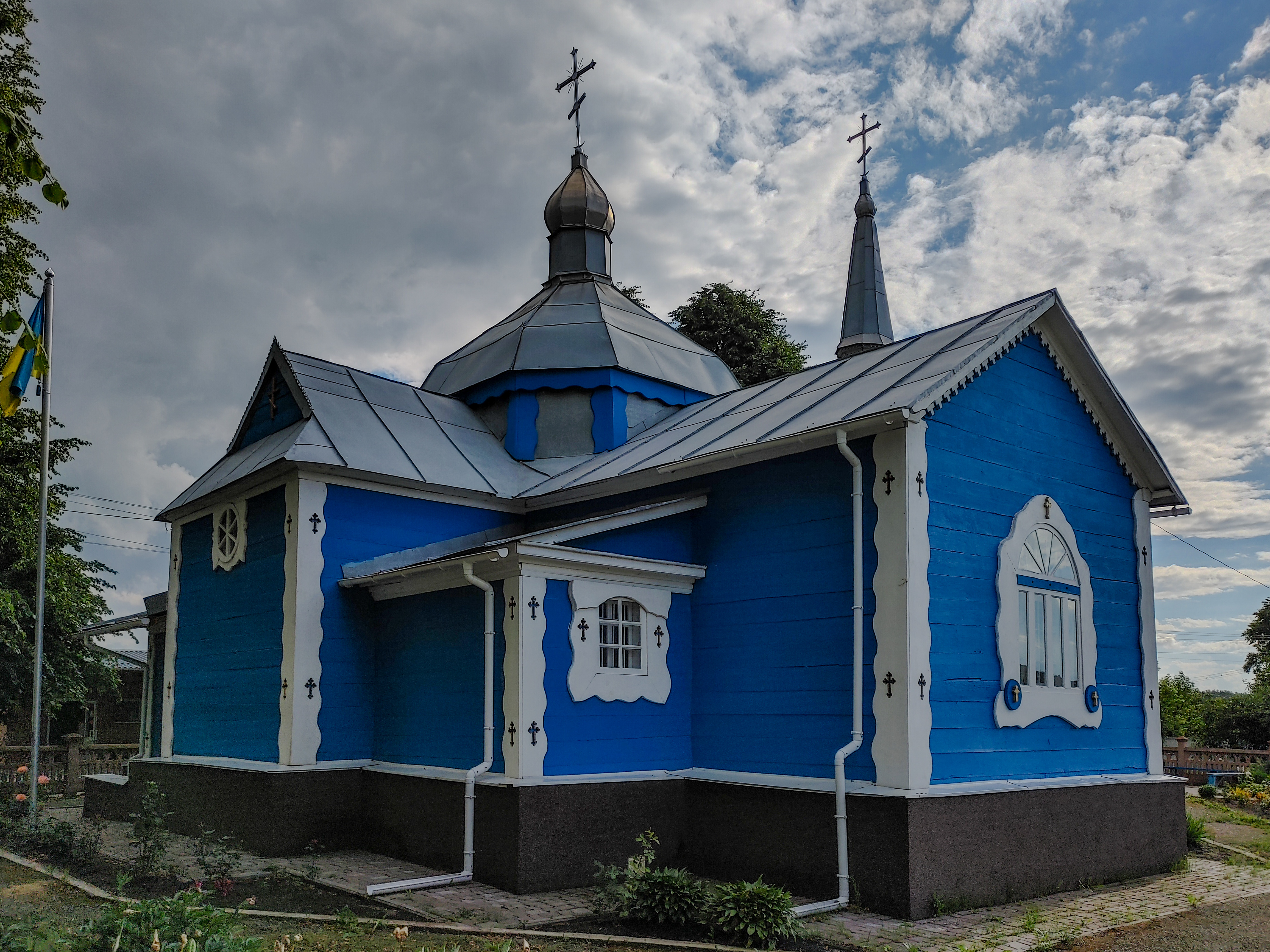
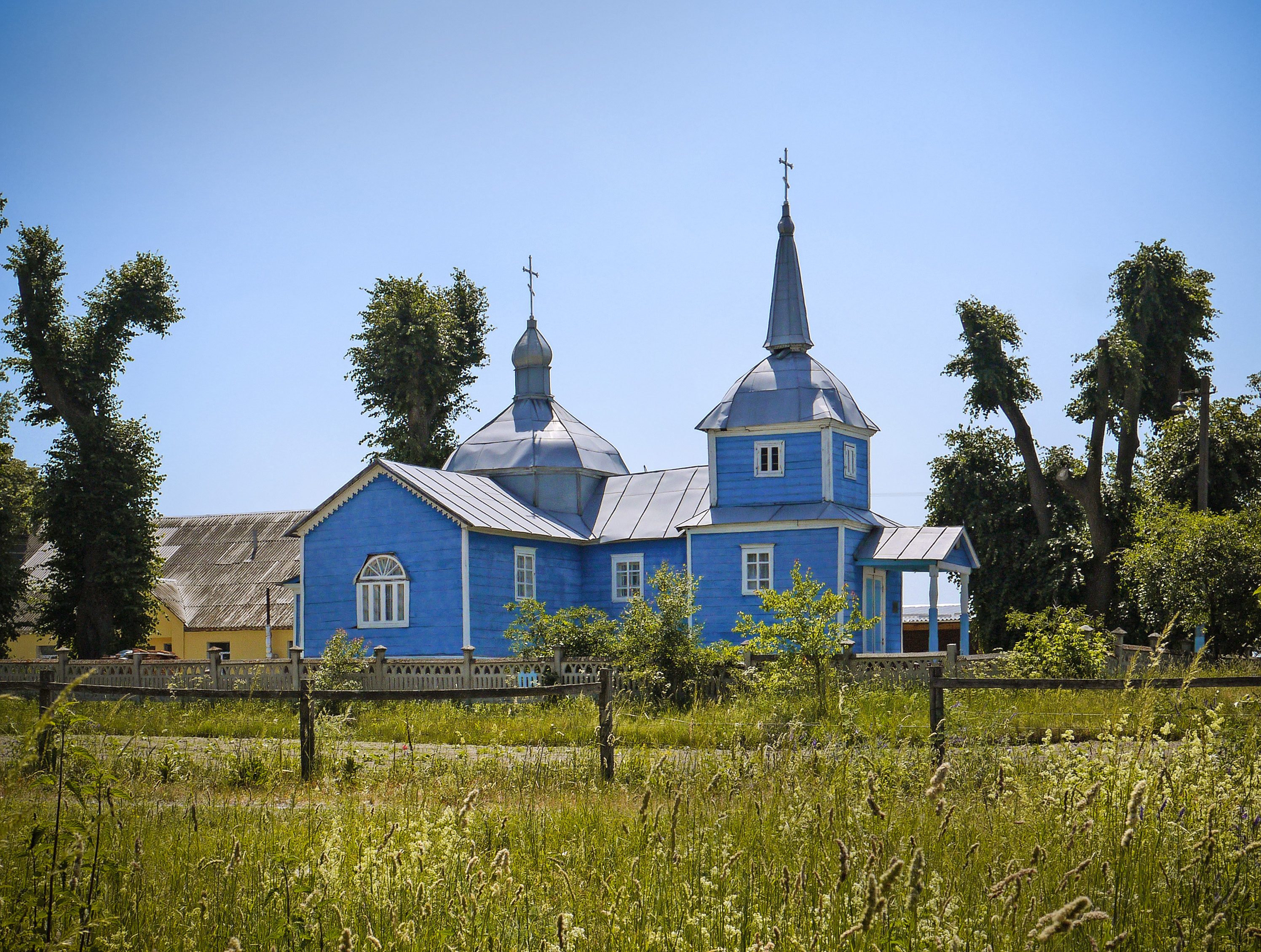
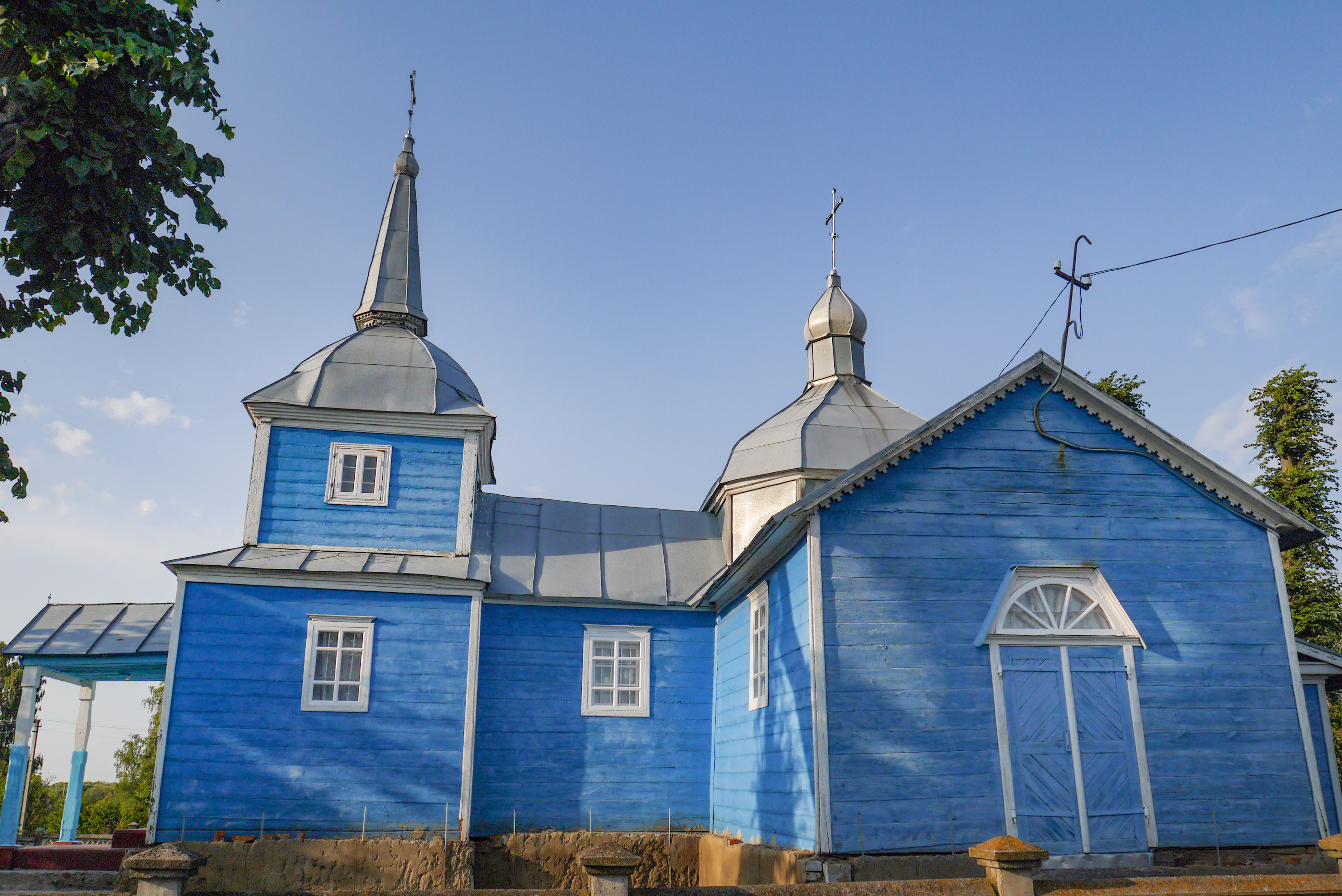
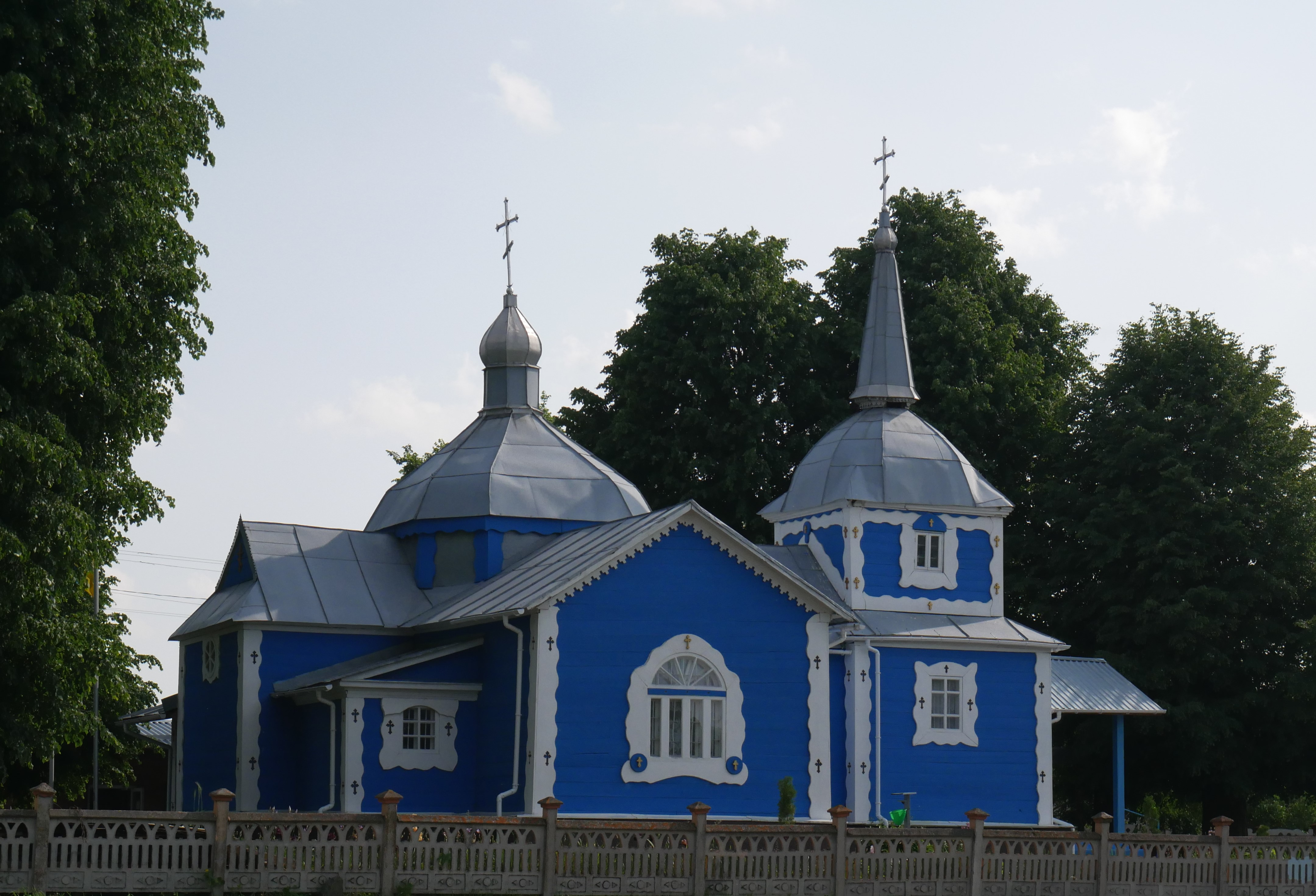